# Apristurus indicus
 Apristurus indicus és un peix de la família dels esciliorrínids i de l'ordre dels carcariniformes.

## Morfologia
Pot arribar als 34 cm de llargària total.

## Reproducció
És ovípar.

## Distribució geogràfica
Es troba a les costes de Somàlia, Golf d'Aden, Oman i, possiblement també, a Namíbia i Sud-àfrica.